# Метростанция „Св. Патриарх Евтимий“
„Св. Патриарх Евтимий“ е станция от линия М3 на Софийското метро. Открита е на 26 август 2020 г. като част от първия участък на линията – „Хаджи Димитър“ – „Красно село“. Станцията носи името на Патриарх Евтимий, който е ярка личност от българската история. Официалното ѝ име е „Св. Патриарх Евтимий“, макар че Патриарх Евтимий е канонизиран като Евтимий Търновски, а булевардът, под който е разположена станцията, носи исторически точното име „Патриарх Евтимий“.

## Местоположение
Станцията е разположена на знаково за столичани място, известно като „Попа“ – западно от кръстовището на бул. „Патриарх Евтимий“ и ул. „Граф Игнатиев“. Станцията има три вход/изхода:
| № | Име на вход/изход    | Достъпност          |
| - | -------------------- | ------------------- |
| 1 | пл. Патриарх Евтимий | ескалатор, асансьор |
| 2 | ул. Граф Игнатиев    | асансьор            |
| 3 | кино Одеон           |                     |

## Архитектурно оформление
Архитект е Ирена Дерлипанска. Българската шевица е основен елемент от архитектурното оформление, като нейни интерпретации са разположени по пода и стените на станцията. Те са под формата на вертикални фризове, които водят и към долното ниво на пероните, а едрите елементи са като „картини“ по стените и пода. Материалите в станцията са гранит, гранитогрес, стъклокерамика и клинкер. Гранитът е с термолющена повърхност в зоните на стъпалата и рампите и полиран в зоните на търговската част и пероните. Гранитогресът е в четири цвята, полиран за стените и матиран за подовете. При слизането на пероните е ползван композиционният похват на контраста. Цветовете са ярки и светли. В дъното на пероните преобладава белият, полиран цвят на гранитогреса по стените.

## Връзки с градския транспорт

### Автобусни линии
Метростанция „Св. Патриарх Евтимий“ се обслужва от 1 автобусна линия от дневния градски транспорт и 1 линия от нощния транспорт:
- Автобусни линии от дневния транспорт: 94
- Автобусни линии от нощния транспорт: N2

### Трамвайни линии
Метростанция „Св. Патриарх Евтимий“ се обслужва от 4 трамвайни линии:
- Трамвайни линии: 10, 12, 15, 18

### Тролейбусни линии
Метростанция „Св. Патриарх Евтимий“ се обслужва от 5 тролейбусни линии:
- Тролейбусни линии: 1, 2, 5, 7, 8